# Pauli omvändelse (Caravaggio)
Pauli omvändelse är en oljemålning av den italienske barockkonstnären Caravaggio. Den målades 1600–1601 och är utställd i kyrkan Santa Maria del Popolo i Rom. En andra samtida version av samma motiv finns i privat ägo (se bildgalleri). 
I kyrkans Cerasikapell finns även målningen Petri korsfästelse av Caravaggio, liksom altartavlan Jungfru Marie himmelsfärd av Annibale Carracci. Apostlarna Petrus och Paulus skildras ofta i pendanger eftersom de anses vara de huvudsakliga grundarna av den kristna kyrkan. Båda dog martyrdöden i Rom under kejsar Nero. 
Caravaggio grundade en realistisk skola baserad på ett dramatiskt arrangemang av direkt verklighetsstudium. Med hjälp av ”strålkastarljus” som ger starka kontraster mellan ljust och mörkt – så kallad chiaroscuro – skapade han en förtätad stämning. Han hade en stark motvilja mot idealisering och hans modeller, även för helgonmålningar, var bönder med trasiga kläder, rynkor och smutsiga fötter. 
Målningen framställer Apostlagärningarnas berättelse om hur farisén Saul på vägen till Damaskus slås till marken av ett mäktigt ljussken. Han hade nitiskt förföljt de kristna men blev nu omvänd när han hörde Herrens kallelse ur ljusskenet och kom därefter att under namnet Paulus resa runt och predika evangeliet.    
Till skillnad från tidigare skildringar, till exempel Michelangelos version av Pauli omvändelse, åskådliggör Caravaggio inte undret genom Guds handgripliga uppenbarelse utan som en inre upplevelse i vilken ingen utom Paulus själv har del; hästen och tjänaren förblir oberörda och tittar med förvåning på den liggande aposteln.

## Relaterade målningar

Pauli omvändelse av Caravaggio från cirka 1600–1601. Privat ägo (familjen Odescalchi).
Petri korsfästelse av Caravaggio från 1600–1601. Kyrkan Santa Maria del Popolo i Rom.